# قسم فشارود الريفي (مقاطعة بيرجند)
قسم فشارود الريفي (بالفارسية: دهستان فشارود) هي منطقة ريفية تقع في إيران في قسم. يقدر عدد سكانها بـ 2,727 نسمة .